# Evžen Erban

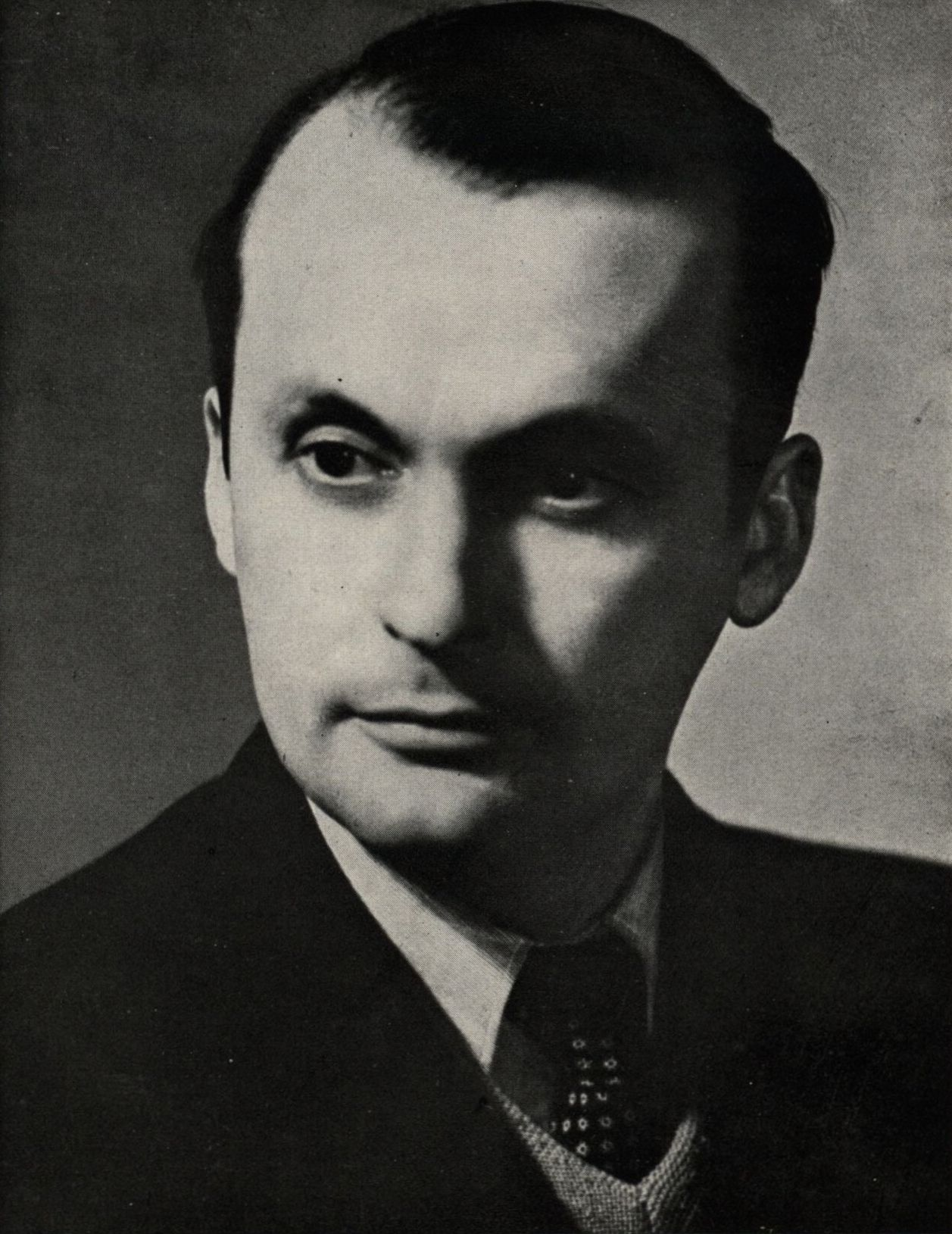
Evžen Erban

Evžen Erban (* 18. Juni 1912 in Huslenky, Okres Vsetín; † 26. Juli 1994 in Prag) war ein tschechoslowakischer Politiker der Kommunistischen Partei der Tschechoslowakei KSČ (Komunistická strana Československa), der unter anderem zwischen 1948 und 1951 Arbeits- und Sozialminister sowie später von 1969 bis 1981 Vorsitzender des Tschechischen Nationalrates war.

## Leben

### Gewerkschaftsfunktionär, Minister und Parteifunktionär
Evžen Erban absolvierte ein Studium an der Juristischen Fakultät der Karls-Universität. Er war ursprünglich „linkes“ Mitglied der Tschechischen Sozialdemokratischen Partei ČSSD (Česká strana sociálně demokratická) und fungierte zwischen 1940 und 1945 als Sekretär des Gewerkschaftsverbandes NOÚZ (Národní odborová ústředna zaměstnanecká) im Protektorat Böhmen und Mähren. Nach seinen späteren Angaben hatten die offiziellen Strukturen der Gewerkschaften und Sozialversicherungseinrichtungen innerhalb des Protektorats die Schaffung eines Schirms für die Widerstandsbewegungen innerhalb dieser Rechtsorganisationen ermöglicht. 1945 wurde er Generalsekretär des Zentralen Gewerkschaftsrates ÚRO (Ústřední rada odborů) und war als solcher bis 1950 zweitmächtigster Funktionär der Revolutionären Gewerkschaftsbewegung ROH (Revoluční odborové hnutí).
Er war vom 21. Oktober 1945 bis 16. Mai 1946 zunächst Mitglied der postrevolutionären vorläufige Nationalversammlung (Prozatimní Národní shromáždění) und vom 26. Mai 1946 bis 29. Mai 1948 Mitglied der Konstituierenden Nationalversammlung (Ústavodárné Národní shromáždění). In der Regierung Klement Gottwald II fungierte er vom 25. Februar bis zum 15. Juni 1948 als Sozialminister (Ministr sociální péče). Darüber hinaus gehörte er zwischen dem 30. Mai 1948 und dem 27. November 1954 der Nationalversammlung (Národní shromáždění) als Mitglied an. In der darauf folgenden Regierung Antonín Zápotocký bekleidete er vom 15. Juni 1948 bis zu seiner Ablösung durch Jaroslav Havelka am 8. September 1951 das Amt als Arbeits- und Sozialminister.
Nach der Fusion der tschechoslowakischen Sozialdemokratischen Partei mit der Kommunistischen Partei am 27. Juni 1948 wurden die Sozialdemokraten Erban, Zdeněk Fierlinger, Ludmila Janovcová und Oldřich John Mitglied des Präsidiums des Zentralkomitees (ZK) der Kommunistischen Partei der Tschechoslowakei KSČ (Komunistická strana Československa). Am 6. März 1949 ernannte der Örtliche Nationalausschuss MNV (Místní národní výbor) den aus Huslenky stammenden Minister Erban zum ersten Ehrenbürger. Auf dem IX. Parteitag (25. bis 29. Mai 1949) wurde er zum Mitglied des ZK und zum Mitglied des Präsidiums des ZK gewählt und gehörte diesen Gremien bis Januar 1952 an.

### Machtverlust, Prager Frühling und Präsident des Tschechischen Nationalrates
Nach seinem Ausscheiden aus Regierung und Parteiführung war er von 1952 bis 1963 war er Vorsitzender des Staatlichen Amtes für soziale Sicherheit (Státní úřad sociálního zabezpečení) und von 1963 bis 1968 Vorsitzender der Staatlichen Verwaltung für Materialreserven (Státní správa hmotných rezerv). Erst im Zuge des Prager Frühlings übernahm er wieder bedeutendere Funktionen und wurde am 1. Juni 1968 zum Mitglied des Sekretariats des ZK gewählt, dem er bis zum 31. August 1968 angehörte. Ende August 1968 wurde er auf dem außerordentlichen Parteitag in Prag-Vysočany (22. bis 31. August 1968), der später als XIV. Parteitag annulliert wurde, Mitglied des ZK sowie Mitglied des Präsidiums des ZK der KSČ. In dieser Funktion wurde er auf dem ZK-Plenum vom 17. November 1968 bestätigt sowie zugleich auch Mitglied des neu geschaffenen Exekutivkomitees des ZK, dem neben ihm noch Oldřich Černík, Alexander Dubček, Gustáv Husák, Štefan Sádovský, Ludvík Svoboda und Lubomír Štrougal angehörten. Am 1. Januar 1969 wurde er des Weiteren Mitglied der Föderationsversammlung beziehungsweise Bundesversammlung (Federální shromáždění) und gehörte nach seinen Wiederwahlen am 27. November 1971, am 23. Oktober 1976, am 7. Juni 1981 sowie am 24. Mai 1986 bis zum 30. Januar 1990 der Nationalitätenkammer (Sněmovna národů) an, die aus jeweils 75 Vertretern aus der Tschechischen sowie der Slowakischen Teilrepublik bestand.
Darüber hinaus wurde Evžen Erban am 1. Januar 1969 Mitglied des Tschechischen Nationalrates (Česká národní rada), des Parlaments der Teilrepublik Tschechoslowakische Sozialistische Republik, und gehörte diesem bis zum 22. Mai 1986 an. Als Nachfolger von Čestmír Císař wurde er 1969 Präsident des Tschechischen Nationalrates und bekleidete dieses Amt bis 1981, woraufhin Josef Kempný seine Nachfolge antrat. Auf einem ZK-Plenum am 17. April 1969, auf dem Gustáv Husák als Nachfolger von Alexander Dubček zum Ersten Sekretär des ZK gewählt wurde, wurde er selbst als Mitglied des ZK sowie Mitglied des Präsidiums des ZK der KSČ bestätigt. Auf dem XIV. Parteitag (25. bis 29. Mai 1971) wurde er hingegen nur noch zum Mitglied des ZK gewählt und gehörte diesem nach seinen Wiederwahlen auf dem XV. Parteitag (12. bis 16. April 1976) sowie dem XVI. Parteitag (6. bis 10. April 1981) bis zum 28. März 1986 an.
Für seine Verdienste in der Tschechoslowakischen Sozialistischen Republik wurde er mehrfach ausgezeichnet und erhielt unter anderem 1955, 1962 und 1968 den Orden der Republik (Řád republiky), 1968 den Klement Gottwald-Orden (Řád Klementa Gottwalda) sowie 1973 den Orden des siegreichen Februars (Řád Vítězného února).

## Veröffentlichungen
- Národní pojištění, Prag 1948
- Nová úprava sociálního zabezpečení členů JZD, SZN, 1962